# Latifa Echakhch
Latifa Echakhch (El Khnansa, 1º settembre 1974) è un'artista visiva contemporanea franco-marocchina, creatrice di installazioni.
Nel 2011 ha partecipato alla Biennale di Venezia e nel 2013 ha vinto il Premio Marcel-Duchamp. Le sue opere sono esposte a Zurigo, Parigi e Tel Aviv.

## Biografia
Nata in Marocco nel 1974, si è trasferita con la famiglia in Francia all'età di tre anni. Si è diplomata alla Scuola nazionale d'arte di Cergy-Pontoise e ha studiato all'Accademia delle Belle Arti di Lione. Vive e lavora a Martigny, in Svizzera, e gode del sostegno di tre note gallerie d'arte quali la Galleria Kamel Mennour di Parigi, la Galleria Eva Presenhuber di Zurigo e la Dvir Gallery di Tel Aviv. Ha partecipato alla Biennale di Venezia nel 2011.
Ha vinto il premio Marcel-Duchamp nel 2013. A tal proposito Alfred Pacquement, presidente della giuria e direttore del Musée National d'Art Moderne ha dichiarato: "Il suo lavoro tra surrealismo e concettualismo interroga con economia e precisione l'importanza dei simboli e riflette la fragilità del modernismo".
Latifa Echakhch sostiene l'importanza dei simboli onnipresenti nella nostra società: attraverso il suo lavoro osserva e interroga il mondo che ci circonda cercando di farci riflettere sulle nostre pratiche e sulle nostre relazioni.